# Václavice (Provodov-Šonov)
Osada Václavice (německy Wenzelsberg) je součástí obce Provodov-Šonov. Nachází se zhruba 5 km na jihozápad od Náchoda. Obec byla založena v roce 1778 pod kostelem sv. Václava na Dobeníně na zdaleka viditelném místě ve svahu na návrší Branky. V těchto místech se v roce 1068 se sešla vojenská družina českého knížete, odporující jeho záměrům a uskutečnila zde svůj sněm. Stojí zde původní gotický kostelík z přelomu 13. a 14. století. 27. června 1866 se Václavice a pláň nad nimi staly dějištěm bitvy u Náchoda. V blízkosti kostela a výše se nachází řada pomníků. Podle Kosmovy kroniky zde v 11. století pobýval první český král Vratislav II.
Ve Václavicích se nachází uzlová železniční stanice na tratích Týniště nad Orlicí – Meziměstí a Starkoč–Václavice.